# Higiene pública

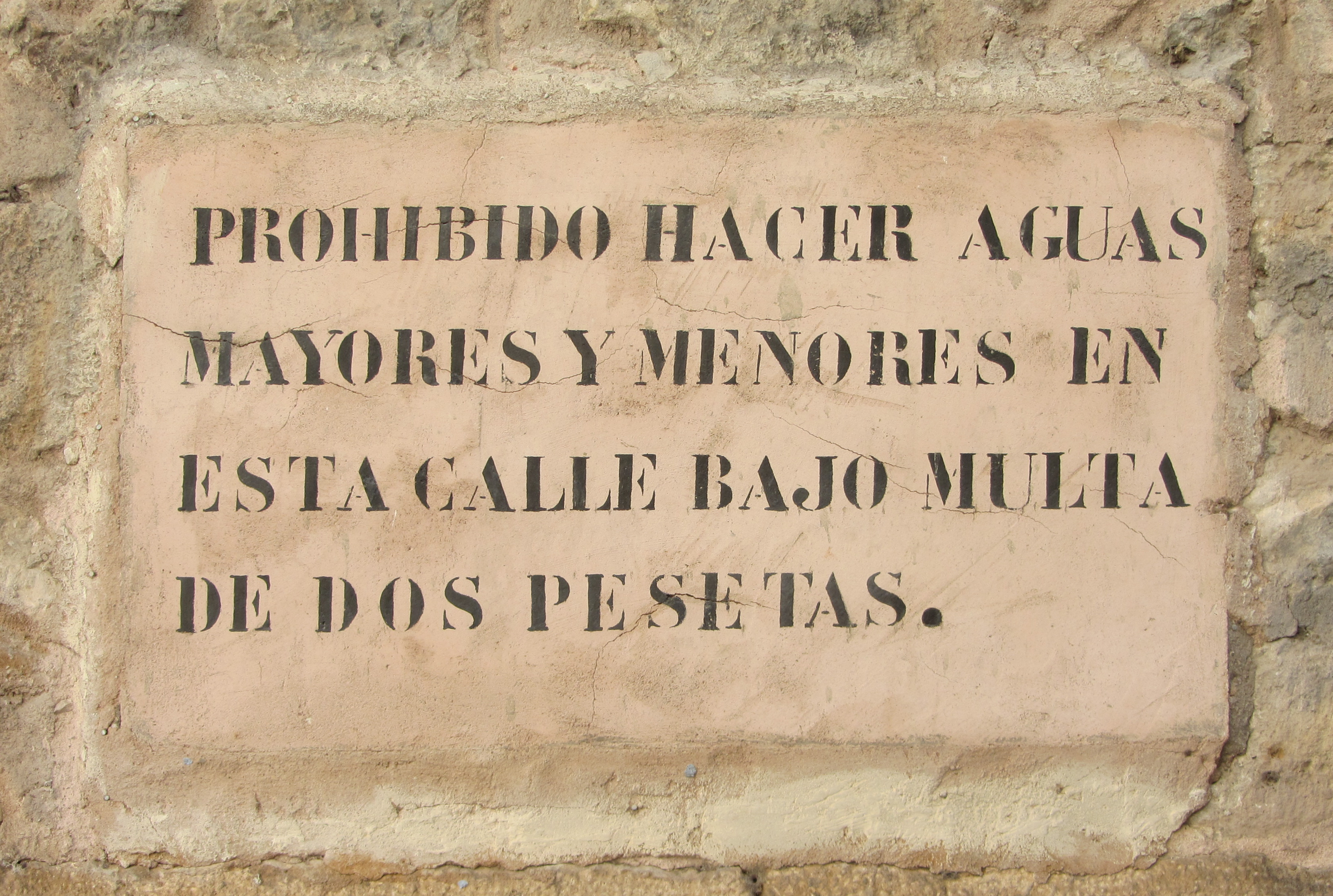
Prohibición de defecar y orinar en la vía pública.

Higiene  pública o higiene social es la higiene referente a la conservación de la salud de los grupos de individuos, de los pueblos, de los distritos, las ciudades, las provincias, los reinos, etc. Higiene pública es la parte de conservar la salud de los pueblos y de facilitar a estos en general, y a sus oradores en particular, los medios de recuperarla cuando se la han pedido. Esta higiene estudia todos los casos de insalubridad pública y consigna los conceptos oportunos para remediarlas.

## Responsabilidad de los gobernantes
La observancia de los preceptos de la higiene pública está natural y necesariamente a cargo de los Gobiernos, de la Administración pública, de las Autoridades subalternas o locales, de sus agentes, etc. Por el estado higiénico de un pueblo se puede determinar el grado de seguridad, de libertad y de comodidad de que disfrutan sus habitantes así como por la paz, la libertad y el bienestar de un pueblo se determinará también muy fácilmente la índole de las condiciones higiénicas a que se halla sometido. En su consecuencia, el Gobierno de un país debe:
- Facilitar a los individuos el cumplimiento de los preceptos de la higiene privada.
- Obligar en algunos casos a los individuos al cumplimiento de dichos preceptos, en cuanto su inobservancia pueda afectar más o menos directamente la salud pública.
- Obviar, y en su caso destruir, todas las causas generales y locales de insalubridad pública.
- Facilitar a los individuos enfermos todos los auxilios necesarios para que puedan remediar su estado.
- El Gobierno facilitará a los individuos sanos el cumplimiento de los preceptos de la higiene privada haciendo, por ejemplo, de modo que en los mercados haya víveres de buena calidad, que haya en las poblaciones buenos paseos y gimnasios para el ejercicio, que de noche no se turbe en manera alguna el sueño de los habitantes, etc.
- El Gobierno obviará, y en su caso destruirá, las causas generales o locales de insalubridad pública no consintiendo focos de infección, mandando purificar éstos, estando atento a las influencias que en los pueblos o en determinadas clases del mismo ejerzan las costumbres, los hábitos, las modas, el régimen alimenticio, los progresos de la fabricación, las instituciones públicas, etc.; modificando previsoramente las leyes generales y los reglamentos particulares correspondientes; y teniendo con oportunidad dispuestos todos los auxilios necesarios para los casos de incendios, inundaciones, naufragios y otros accidentes siniestros o calamidades populares.
- El Gobierno, por último, facilitará a los individuos enfermos los auxilios necesarios para que puedan remediar su estado, cuidando de que haya el suficiente número de médicos y farmacéuticos aprobados, prohibiendo y castigando con severidad el ejercicio ilegal de la Medicina, examinando la calidad y vigilando el despacho de los medicamentos, estableciendo hospitales públicos, etc.

La Higiene consiste toda en una legislación preventiva. Los inmensos resultados que admiramos en algunas civilizaciones antiguas no fueron otra cosa que efectos de la Higiene cuyos preceptos se hallaban bien y perfectamente incorporados con los preceptos de la religión. La higiene privada nos revela las condiciones de nuestra conservación personal y la higiene pública las del progreso social.
Los preceptos de este campo, solo por el Gobierno pueden ser eficazmente cumplidos. Se halla éste por tanto en la estrechísima obligación de velar incesantemente por la salud de los gobernados no perdonando medio ni fatiga para inquirir las causas de insalubridad, para destruirlas cuando no haya sido posible obviarlas, para facilitar medios de restablecimiento a los que por cualquiera causa hayan perdido la salud, para conjurar los accidentes siniestros, para remediar las calamidades públicas, para mejorar la condición física y moral de las clases, para reformar los abusos, etc. 
La higiene pública es un campo tan vasto como difícil y tan difícil como importante. Sus límites son indeterminables porque cada día avanza la civilización y cada día surgen nuevas causas de insalubridad así como se inventan nuevos medios de conservación.

## Historia

### Antigüedad
La historia de la higiene pública se encuentra en la historia de los gobiernos y de las legislaciones de los varios pueblos que han existido o existen. La higiene pública ha existido y debido existir en todos tiempos, pero más o menos informe, más o menos bien comprendida. En todos los pueblos y en todos los siglos se encuentran leyes, prácticas, costumbres, institutos o monumentos que acreditan la atención que se prestaba a la salud pública. Las epidemias, las pestes, la degeneración física y la corrupción moral han hecho conocer en todos tiempos a los pueblos y a los Gobiernos que aquellas calamidades eran en gran parte el acerbo fruto de transgresiones higiénicas, y que algo podía hacerse para conjurarlas. Los hospitales, los lazaretos, los cementerios a distancia de poblado, la policía urbana, la policía rural, etc., no se han ido estableciendo y adoptando hasta que un duro castigo o una ocurrencia desastrosa han hecho sentir su necesidad o hecho creer en su utilidad. 
Un gran desconocimiento existe de las instituciones y prácticas sanitarias que usaron los caldeos y aun los egipcios. De estos últimos se sabe, no obstante, que sus sacerdotes (lo mismo que posteriormente los levitas en el pueblo de Israel) eran los únicos que podían ejercer la Medicina y que a ellos estaba igualmente encomendada la higiene pública. 
Moisés, el gran legislador de los hebreos, puso singular cuidado en lo tocante a la salud pública. El régimen alimenticio del cual se hallan excluidos muchos mamíferos, peces y aves, la prohibición de alianzas matrimoniales con extraños, las frecuentes abluciones y purificaciones, la circuncisión, la secuestración de los contagiados y en particular de los leprosos, etc., son medidas higiénicas que resaltan en la ley de Moisés, en esa ley inmortal que aun tiene observantes después de cerca de 3.500 años que fue promulgada. Y notemos de paso que Moisés procuró siempre identificar con las creencias religiosas las reglas de salubridad que prescribía a los judíos, a fin de imprimirlas un carácter más íntimo de obligación y de respeto.
Los actos del espléndido reinado de Salomón atestiguan también que no fue del todo descuidada en aquella época la salubridad pública. 
Las sabias leyes de Licurgo y de Solón, los escritos y el instituto higiénico-legislativo de Pitágoras, nos responden de que la salud de los pueblos era considerada por aquellos ilustres legisladores como la primera condición de bienestar.
Hipócrates, el gran médico, escritor y filósofo, fue también un gran higienista. En sus obras se encuentra todo lo más importante de la higiene; y el libro que tituló Del aire, de las aguas y de los lugares, cuyas consecuencias supieron explanar tan magníficamente Aristóteles y Montesquieu , es un tratado precioso y especial que siempre será consultado con fruto por el higienista. En él se estudia la influencia patogénica de los vientos en la salubridad de las ciudades y de los edificios se demuestra la importancia de la copia y buena calidad de las aguas, la frecuencia y el predominio de tales o cuales enfermedades según los lugares, las estaciones y los climas. Se procura explicar, por las condiciones topográficas, las diferencias físicas y morales que presentan entre sí los habitantes de Europa y los de Asia, etc. Este libro y los varios que escribió sobre la dieta, las epidemias, etc., hacen de Hipócrates el primer autor de higiene privada y pública. 
En las obras de Platón y particularmente en sus Leyes y en su República, se contiene un curso completo de higiene legislativa y administrativa.
Plutarco, el restaurador de los principios de Pitágoras fue también gran higienista, ora le admiremos en sus escritos filosóficos, ora le sigamos en sus actos de policía administrativa mientras desempeñó con laudable zelo las funciones de arconte y de gran sacerdote de Apolo que le confirió su patria.
Los romanos nos ofrecen sus ediles, sus baños públicos, sus gimnasios, sus canales, sus acueductos, etc. para acreditar que no les fue en manera alguna indiferente el ramo de sanidad pública. Se añade que entre ellos era muy venerada la Medicina preventiva así como eran desdeñados los médicos polifármacos o medici circumforanei como les llamaban irónicamente.
Llegando a los siglos de la Iglesia, nos encontramos con la dieta cuadragesimal, institución altamente higiénica, tan favorable a la conservación del individuo como al aumento de la población. El Evangelio, por su parte, es un curso de la más sana moral y por consiguiente un curso de higiene privada y pública.
En el siglo VI Mahoma quiso oponer el Corán al Evangelio y tampoco descuidó las abluciones, los ayunos y otras varias prácticas y reglas de higiene a las cuales también dio, como Moisés, el carácter de preceptos religiosos.

### Edad Moderna
En los siglos sucesivos la higiene pública siguió recorriendo varias fases según el curso vario de los sucesos y la marcha de la civilización respectiva de los imperios. En esa historia no saldría desairada España. Allí se han dado desde tiempos muy remotos sabias leyes sobre el ejercicio de la Medicina, se han fundado escuelas y academias célebres para su enseñanza, se han instituido hospitales y casas de locos antes que en otras naciones. Española es la iniciativa en la formación de topografías metódicas; española es la iniciativa de las morberías o cuarentenas, establecidas por primera vez en Mallorca el año 1471, español es el buen ordenamiento de las mancebías, español y fundado por Isabel la Católica, es el primer hospital militar de campaña que hubo en Europa, etc.
Alemania es el país que a todos los de Europa aventajó en materia de higiene pública. En 1764 publicó Rau una obrita en alemán sobre la necesidad de un reglamento de policía médica en un Estado. En 1771 dio a luz Arnold una disertación latina sobre la supresión y reforma de las cosas contrarias a la salud pública. En el mismo año publicó Liebing otra disertación análoga también en latín. En 1777 Baumer, catedrático en Giessen, publicó los Fundamenta politice medica, cum annexo catalogo commodce pharmacopoliorum visitationi inserviente, cuaderno de unas 200 páginas en 8.°, muy sucinto, y para el uso de sus discípulos. Finalmente, se hizo muy notable una obra de Sussmilch, pastor protestante, escrita en alemán, y cuyo título se puede traducir así: El orden de la divina Providencia manifestado por los nacimientos, las defunciones y el aumento de la especie humana. Es obra llena de datos y de investigaciones importantes acerca de la población de Europa. Su autor hace varias incursiones en el campo de la higiene pública y pasa por haber tratado muy magistralmente la cuestión del lujo como causa de enfermedades y de despoblación.
Tales son los principales libros que empezaron a dar una literatura especial a la higiene pública tal como hoy en día es comprendida. Sus autores son todos alemanes pero a todos ellos debía aventajar su compatriota Frank.
Johann Peter Frank dio a luz (1776) en Manheim un cuaderno en 8.° con el título de Epístola imitatoria ad eruditos de communicandis quc e ad politiam medicam spectant, principum ac leyislatorum decretis. Esta invitación que contenía el plan de la obra de policía médica que se proponía publicar Frank, fue leída con aplauso pero no dio los resultados que se esperaban pues fueron poquísimos los eruditos que enviaron materiales a su autor. Este, sin embargo, empezó, en 1779 a dar a luz su System einer vollstcendtgen medizinischen Polizey que desde luego fue muy celebrado y con el cual asentó la base principal de su reputación. Es una inmensa colección de leyes y decretos sacados de todas las legislaciones del mundo, así antiguas como modernas. El autor lo dice todo pero no guarda gran método y se hace además pesadamente prolijo. Frank, por otra parte, no sobresalía en las ciencias físicas y naturales que tan estrechamente enlazadas van con los progresos de la Medicina política ni en su época se hallaban dichas ciencias tan adelantadas como convenía para que pudiesen ilustrarle en todos los pormenores de aplicación que requieren el concurso de aquellas. Mas a pesar de todas esas imperfecciones, la obra de Frank será siempre un glorioso monumento de constancia, de celo y buena voluntad. La higiene pública contará siempre el Sistema de policía médica como a uno de sus más ricos y venerables depósitos. 
Dada la señal por Frank, han ido apareciendo sucesivamente varios tratados más o menos completos. Metzger, Elsuer, Hebenstreit, Husty, Schmidtmann, Scherf, Schraud, Bucholz, Pyl; Rober (Del interés con que el Estado debe mirar por la salud de los ciudadanos, Dresde, 1806, un pequeño volumen en 8.°); Heberl y Jacobi (Anuarios de policía médica para la Baviera, Landshut, 1810); Augustin (Archivos de Medicina política, Berlín , 1804, 3 vol. en 8.°); Kopp (Anuario de Medicina política, Fráncfort sobre el Mein, 1808—1820, 12 vol. en 8.°); Knape y Hecker (Anuario crítico de Medicina política, Berlín, 1806, 3 vol. en 8.°), C. F. Daniel, Remer y otros varios alemanes han seguido cultivando el nuevo campo.
En Francia ha sido coadyuvado este cultivo por Adelon, D'Arcet, Cabanis, Chevallier, Esquirol, Foderé, Marc, Mahon, Orfila, Parent-Duchátelet, Portal, Ratier, Sainte-Marie, Trebuchet, Villermé y otros varios. Los más de ellos consignaron el fruto de sus trabajos en los Annales d'hygiéne, publique et de médecine légale, publicación trimestral que empezó en 1829.
España, aunque cuenta su gloria principal en lo pasado, puede citar los nombres de Salvá, López Mateos, Morejón, Ruiz de Luzuriaga, Fabra, Merli, Ardévol y otros cuyos trabajos bien que menos sonados o más modestos, no dejaron de fomentar el cultivo de la higiene pública.